# Asterina stellifera
Asterina stellifera is een zeester uit de familie Asterinidae. De wetenschappelijke naam van de soort werd in 1859 gepubliceerd door Karl Möbius.

## Synoniemen
- Asteriscus brasiliensis Lütken, 1859[1]